# متعاقبيات حبيبية
المتعاقبيات الحبيبية (الاسم العلمي: Synechococcales) هي رتبة من البكتيريا تتبع طائفة الزراقم من شعبة البكتيريا الزرقاء.

## فصائل
- المتعاقبات الحبيبية